# Roberta (Georgia)
Roberta è una città degli Stati Uniti d'America, situata in Georgia, nella Contea di Crawford.